# Manuel Bilches
Manuel Bilches (ur. 25 maja 1957 w Argentynie) – argentyński trener piłkarski.

## Kariera trenerska
Od 1999 do 2001 prowadził reprezentację Belize. W 2006 trenował indonezyjski PSM Makassar. W sierpniu 2011 objął stanowisko głównego trenera reprezentacji Curaçao, z którą pracował do czerwca 2012.